# Playa de Levante (La Línea de la Concepción)
La playa de Levante es una playa de la localidad española de La Línea de la Concepción. Esta playa situada en el litoral atlántico de la ciudad de La Línea, tiene unos 2200 metros de longitud y unos 30 metros de anchura media. Es una playa muy transitada delimitada por el paseo marítimo de la ciudad y limita al sur con la playa de Santa Bárbara y al norte con la playa de La Atunara. Cuenta con todos los servicios básicos exigibles a una playa urbana, recogida de basuras diaria en temporada de baño, aseos, duchas y acceso para minusválidos así como presencia de equipo de salvamento y policía local.